# Eupithecia okadai
Eupithecia okadai là một loài bướm đêm trong họ Geometridae.